# La Playa, Jalisco
La Playa är en ort i Mexiko.   Den ligger i kommunen Chimaltitán och delstaten Jalisco, i den centrala delen av landet, 500 km nordväst om huvudstaden Mexico City. La Playa ligger 883 meter över havet och antalet invånare är 241.
Terrängen runt La Playa är kuperad österut, men västerut är den bergig. La Playa ligger nere i en dal. Runt La Playa är det mycket glesbefolkat, med 7 invånare per kvadratkilometer. Närmaste större samhälle är Bolaños, 1,3 km nordost om La Playa. I omgivningarna runt La Playa växer huvudsakligen savannskog.